# Planchonella lauracea
Planchonella lauracea är en tvåhjärtbladig växtart som först beskrevs av Henri Ernest Baillon, och fick sitt nu gällande namn av Marcel Marie Maurice Dubard. Planchonella lauracea ingår i släktet Planchonella och familjen Sapotaceae.
Artens utbredningsområde är Nya Kaledonien. Inga underarter finns listade i Catalogue of Life.